# Марко Паасикоски
Марко Паасикоски (на фински Marko Paasikoski) e финландски музикант, басист на групата „Соната Арктика“.

## Биография
Роден е на 10 юни 1978. Както и другите членове на групата, живее в Кеми, Финландия. Към „Соната Арктика“ се присъединява лятото на 2000 година. В началото е свирил на китара и след това е приминал към бас китарата. Обича да слуша Франк Запа, Freak Kitchen и „Хелоуин“.